# دهستان حسین‌آباد (جیرفت)
دهستان حسین‌آباد یکی از دهستان‌های شهرستان جیرفت در استان کرمان ایران است. این دهستان در بخش اسماعیلی قرار دارد و براساس سرشماری مرکز آمار ایران در سال ۱۳۹۰، جمعیت آن ۱۷۶۶۱ نفر (در ۴۲۱۳ خانوار) بوده‌است.